# Fuhrmann Károly
Fuhrmann Károly (Kolozsvár, 1912. július 31. – Kolozsvár, 1991. június 27.) magyar ötvös és iparművész.

## Élete
Mestere Voith Antal kolozsvári ötvös volt. 1941-től tagja és kiállítója volt a Barabás Miklós Céhnek. 1941-43 között a Budapesti Iparművészeti Iskolán tanult. Az 1940-es években Kolozsváron végzett régészeti feltárások során több száz rajzot készített a honfoglalás kori leletekről; az ezeken talált motívumokat később munkáiban felhasználta. 1944-47 között a Szovjetunióban volt hadifogságban. Felesége Ferenczy Júlia festőművész volt.

## Kiállításai
E=egyéni, CS=csoportos
- E 1942-43, Kolozsvár Gy. Szabó Bélával
- CS 1943, A Műcsarnok megnyitó kiállítása, Kolozsvár
- CS 1944, Barabás Miklós Céh kiállítása, Nemzeti Szalon, Budapest
- CS 1948, Kolozsvári iparművészeti kiállítás
- CS 1954, Első országos iparművészeti tárlat, Bukarest
- CS 1956, Iparművészeti Biennálé, Bukarest
- CS 1957, Iparművészeti Triennálé, Milánó
- E 1957, Kolozsvár Darkó Lászlóval
- CS 1961, Erdélyi Néprajzi Múzeum, Kolozsvár
- CS 1962, Egyházművészeti tárlat, Protestáns Teológiai Intézet, Kolozsvár
- CS 1966, Román Iparművészeti tárlat, Prága
- E 1967, Kolozsvár
- E 1968 Nagyvárad
- CS 1969, Iparművészeti vásár, Firenze
- E 1977 Kolozsvár
- E 1982 Kolozsvár
- CS 2002 Stockholm, Egyetemes Magyar Képzőművészeti Egyesület